# Politisches Feld
Den Begriff politisches Feld hat der französische Soziologe Pierre Bourdieu geprägt. Er hat die Feldtheorie entwickelt, die davon ausgeht, dass innerhalb der Gesellschaft verschiedene Felder (Feld der Alltagspraxis, künstlerisches, wissenschaftliches, politisches usw. Felder) relativ autonom voneinander existieren und wirken. Die Felder haben je eigene Gesetzmäßigkeiten und Regeln. Das politische Feld ist ein Teil des sozialen Feldes.
Das politische Feld ist ein Mikrokosmos innerhalb der sozialen Welt. Man kann das politische Feld „als ein Spiel [beschreiben], bei dem es um die legitime Durchsetzung der Sicht- und Teilungsprinzipien der sozialen Welt geht.“
Macht hat in diesem Spiel derjenige, der über genügend soziales, kulturelles, ökonomisches und symbolisches Kapital verfügt (Bourdieu geht von verschiedenen Kapitalsorten aus). Besitzer dieses Kapitals müssen über genügend freie Zeit und Bildung (kulturelles Kapital) verfügen und sich dazu berufen fühlen, im politischen Feld tätig zu werden. Wer über symbolisches bzw. „Prestigekapital“ verfügt hat in diesem Spiel die größten Machtanteile.
Jedes soziale Feld – zum Beispiel das mathematische Feld, journalistische Feld usw. – schließt sich tendenziell in seiner Entwicklung immer weiter von seiner Umwelt ab. „Je mehr sich das politische Feld konstituiert, desto mehr verselbständigt es sich, professionalisiert es sich, desto mehr haben die Professionellen die Tendenz, auf die Laien herabzusehen.“ Die politischen Laien, die Wähler, werden von den professionellen Politikern als inkompetent abgestempelt, welche dadurch noch unentbehrlicher für die Laien werden. Bourdieu weist explizit darauf hin, dass die Ähnlichkeiten mit dem religiösen Feld erstaunlich sind. Im religiösen Feld sind es die Beziehungen von professionellen Religionslehrern (Priester, Papst) zu Gläubigen. Aber es ist ein Verdienst dieser Inkompetenten die obige „stillschweigende Prämisse der politischen Ordnung aufzudecken, dass nämlich Laien von ihr ausgeschlossen sind“.
Die Rolle der Journalisten, die dem Laien das politische Feld näher bringen sollten, hat sich verändert. Er ist jetzt Beteiligter im politischen Feld, weil seine Tätigkeit Einfluss auf das politische Feld hat, er also das politische Feld verändern kann. Bourdieu bezweifelt, dass der Journalist die Geschlossenheit des politischen Feldes verändern kann. Es ist so, „daß in einer Zeit knapper Arbeitsplätze die schlimmste Zensur diejenige aufgrund der allgemeinen Unsicherheit ist.“
Bourdieu analysiert auch das Verhalten der Akteure im politischen Feld. Sie haben unter anderem ein Interesse, dass das politische Feld unverändert bleibt. „Ein sehr großer Teil der von den Politikern vollzogenen Handlungen hat keine andere Funktion, als den Apparat zu reproduzieren und sich selbst zu reproduzieren, indem sie den Apparat reproduzieren, der ihre Reproduktion garantiert.“ Allerdings ist dieses Feld stark umkämpft, so dass es nicht alle Akteure sind, die es unverändert lassen wollen, sondern nur die momentan davon überprivilegierten.
Das politische Feld hat gegenüber dem mathematischen Feld, in dem nur professionelle Mathematiker agieren, „eine Besonderheit: Es kann sich nie völlig verselbständigen, es bleibt ständig auf seine Klientel bezogen, auf die Laien.“
Das ist auch die Chance die Bourdieu sieht, um dennoch Einfluss von außen auf das politische Feld zu nehmen. Die Gefahr die darin liegt ist, dass man – wie die Journalisten – Beteiligter in dem politischen Feld wird und so abhängig von ihm. Es wäre wichtig, dass Wissenschaftler und Künstler sich im Bereich des politischen Feldes engagieren, ohne sich abhängig zu machen. „Es wäre wichtig, daß sie als kritische Instanz intervenieren, als eine Art kritisches Parlament, wie es die Philosophen des 18. Jahrhunderts waren.“